# IJzergieterij De Globe
IJzergieterij "De Globe" was een Nederlandse ijzergieterij die is opgericht te Tegelen en daarnaast vestigingen had in Belfeld, Weert en Hoensbroek.

## Geschiedenis
Tegelen kende al ruim een halve eeuw een traditie op het gebied van ijzergieten toen rond 1900 diverse nieuwe bedrijven in deze sector zich meldden. In 1903 richtten Peter Johan Beckx, koopman, Willem Doesborgh, fabrikant en Frans Simons, fabrikant, allen wonende te Tegelen, de firma „Beckx, Doesborgh en Simons," IJzergieterij de Globe op. In 1906 werd dit F. Simons & Co., en in 1911 werd deze omgedoopt in De Globe v/h F. Simons & Co. Later werd dit nv IJzer- en Metaalgieterij "De Globe".
De gieterij werd vooral bekend door de putdeksels, waarop de naam van de firma was te lezen. Ook Nering Bögel, dat failliet was gegaan en in 1932 als handelsfirma verderging, liet heel wat gietwerk door De Globe vervaardigen. In 1955 verplaatste Nering Bögel zijn hoofdkantoor naar Weert, waar in 1963 eveneens een vestiging van De Globe werd geopend. In 1947 ging ook een vestiging van De Globe van start te Belfeld. In 1971 werd de gehele productie van Tegelen naar Belfeld verplaatst. Ook in Heerlen kwam toen een vestiging, die in 1973 een jointventure aanging met het in 1915 opgerichte Oranje-Nassau Staal onder de naam "Globon", gevestigd te Hoensbroek. In de hoogtijdagen (1968) werd dagelijks ongeveer 60 kton gietwerk geproduceerd. Het aantal werknemers bedroeg toen ongeveer 800. Het bedrijf schakelde om van putdekselproducent naar toeleverancier van de bedrijfswagenindustrie, zoals Caterpillar en DAF. Door de concentratie in de gieterijwereld werd De Globe geleidelijk minder spelbepaler in de branche.
Ook De Globe ontkwam in de jaren zeventig niet aan de problemen in de gieterijsector in Nederland, met structurele overcapaciteit. In september 1971 werd de participatiemaatschappij Oranje-Nassau grootaandeelhouder (eerst met 40%, later met 49,5%), in 1981 nam het Limburgs Instituut voor OntwikkelingsFinanciering (LIOF) samen met Estel (ieder voor de helft) De Globe - met dan nog vier vestigingen - in Limburg over. In 1982 volgde al het ontslag van 215 van de 875 medewerkers.

## Ondergang
In 1998 kwamen alle aandelen, deels in handen van Koninklijke Hoogovens, bij de Nationale Investeringsbank (NIB) en het Limburgs Instituut voor OntwikkelingsFinanciering (LIOF). Deze wilden echter niet meer investeren alvorens een partner gevonden werd. Dit werd het Finse bedrijf Componenta, dat in 2004 een meerderheidsbelang in De Globe nam. De vestiging in Belfeld werd gesloten en de productie aldaar werd verplaatst naar Hoensbroek. Na aanvankelijk een opleving te hebben doorgemaakt ging het slecht met de gieterijen: in 2016 werd de vestiging te Hoensbroek, waar nog 60 mensen werkten, gesloten. Kort daarna werden de Componenta-vestigingen van zowel Hoensbroek als Weert failliet verklaard. Dit leidde tot het verlies van de 340 overgebleven arbeidsplaatsen. Bij een mogelijke doorstart kwam het Brabantse bedrijf VDL in beeld. Begin 2017 werd de procedure formeel afgerond, de twee gieterijen gingen verder als VDL Castings.
 In 2021 sloot VDL de gieterij te Weert, in 2024 te Hoensbroek.